# アパートメント・オブ・ガンダム
『アパートメント・オブ・ガンダム』は、春風邪三太による日本の漫画作品。原作、矢立肇・富野由悠季。小学館の月刊誌『週刊少年サンデーS』2013年9月号から2015年12月号まで連載。単行本は全4巻。

## 登場人物

### 地球連邦軍（木馬荘の住人たち）
ブライト・ノア
本作の主人公。
セイラ・マス
木馬荘の管理人。
カイ・シデン
カメラが趣味だがブライトに「マズイ活動」をしていないかと疑われている。
ハヤト・コバヤシ
ガンタンクの悪口を言われると怒って相手を投げ飛ばす。
リュウ・ホセイ
本人曰く「女の子を知るには、まず女の子になるコトだと思うの」という理由で乙女チックな部屋で暮らしている。
アムロ・レイ
ブライトに「最高のニュータイプにして最低の問題児」と評されている。彼のみ、顔の一部が隠れている。
ミライ・ヤシマ
アムロの所為で、木馬荘の住人達が巨大プールに行けなくなった事に腹を立て「帰ったら殺す・・・・・・!!」と息巻いたブライトに対して「暴力はいけないワよ」と窘めた。
オムル

ジョブ・ジョン

謎の美少年

ハロ

### ホワイトベースのクルー
フラウ・ボゥ

オスカ

マーカー

タムラ料理長
塩に対し並々ならぬこだわりを持っている。

### 地球連邦軍
木馬荘の住人及びホワイトベースのクルーではない地球連邦軍所属の登場人物は、この項目に記載する。
ワッケイン司令

マチルダ中尉

レビル将軍

### ジオン公国軍
キャスバル兄さん

ランバ・ラル

ハモン・クラウレ

ララァ・スン

コンスコン

黒い三連星

### 民間人
ミハル
本作では、「焼き肉ビッグトレー」のアルバイトとして登場。
カマリア
アムロ・レイの母。アムロを甘やかしている。

### ククルス・ドアンの島
ロラン

ククルス・ドアン
ジオン公国軍の脱走兵。

## 作中用語
木馬荘
ホワイトベースのクルーたちが、一時でも戦場を忘れる為に作られた寮。
スペフォ
スペースフォンの略称。宇宙世紀の主流となっているケータイ。

## 単行本
少年サンデーコミックススペシャルから刊行。
1. 2014年2月28日発売 ISBN 978-4-09-124608-0